# Single numer jeden w roku 2023 (Polska)
Single numer jeden w roku 2023 (Polska) – zestawienie singli, które w 2023 roku zajęły pierwsze miejsca na trzech cotygodniowych polskich listach przebojów:
- OLiA – oficjalnej liście airplay, sporządzanej i publikowanej przez Związek Producentów Audio-Video na podstawie odtworzeń w stacjach radiowych[1],
- OLiS – single w streamie, sporządzanej i publikowanej przez Związek Producentów Audio-Video na podstawie odsłuchań w serwisach strumieniowych[1],
- Poland Songs, sporządzanej i publikowanej przez amerykański magazyn „Billboard” na podstawie danych o sprzedaży cyfrowej i odsłuchań w serwisach strumieniowych[2].

## Lista
| OLiA – oficjalna lista airplay | OLiA – oficjalna lista airplay | OLiA – oficjalna lista airplay                           | OLiS – single w streamie | OLiS – single w streamie | OLiS – single w streamie              | Poland Songs    | Poland Songs         | Poland Songs                          | Poland Songs |
| Data                           | Singel                         | Wykonawca                                                | Data                     | Singel                   | Wykonawca                             | Data            | Singel               | Wykonawca                             | Źr.          |
| ------------------------------ | ------------------------------ | -------------------------------------------------------- | ------------------------ | ------------------------ | ------------------------------------- | --------------- | -------------------- | ------------------------------------- | ------------ |
| —                              | —                              | —                                                        | —                        | —                        | —                                     | 7 stycznia      | „Last Christmas”     | Wham!                                 | [ 5 ]        |
| 6 stycznia                     | „To co masz Ty!”               | Dawid Podsiadło                                          | 5 stycznia               | „Dresscode”              | 2115, gościnnie: Taco Hemingway       | 14 stycznia     | „Dresscode”          | 2115, gościnnie: Taco Hemingway       | [ 6 ]        |
| 13 stycznia                    | „Made You Look”                | Meghan Trainor                                           | 12 stycznia              | „Dresscode”              | 2115, gościnnie: Taco Hemingway       | 21 stycznia     | „Dresscode”          | 2115, gościnnie: Taco Hemingway       | [ 7 ]        |
| 20 stycznia                    | „Wonders”                      | Michael Patrick Kelly, gościnnie: Rakim                  | 19 stycznia              | „Flowers”                | Miley Cyrus                           | 28 stycznia     | „Flowers”            | Miley Cyrus                           | [ 8 ]        |
| 27 stycznia                    | „Wonders”                      | Michael Patrick Kelly, gościnnie: Rakim                  | 26 stycznia              | „Flowers”                | Miley Cyrus                           | 4 lutego        | „Flowers”            | Miley Cyrus                           | [ 9 ]        |
| 3 lutego                       | „Wonders”                      | Michael Patrick Kelly, gościnnie: Rakim                  | 2 lutego                 | „Flowers”                | Miley Cyrus                           | 11 lutego       | „Flowers”            | Miley Cyrus                           | [ 10 ]       |
| 10 lutego                      | „Flowers”                      | Miley Cyrus                                              | 9 lutego                 | „Flowers”                | Miley Cyrus                           | 18 lutego       | „Flowers”            | Miley Cyrus                           | [ 11 ]       |
| 17 lutego                      | „Flowers”                      | Miley Cyrus                                              | 16 lutego                | „Flowers”                | Miley Cyrus                           | 25 lutego       | „Flowers”            | Miley Cyrus                           | [ 12 ]       |
| 24 lutego                      | „Flowers”                      | Miley Cyrus                                              | 23 lutego                | „Flowers”                | Miley Cyrus                           | 4 marca         | „Flowers”            | Miley Cyrus                           | [ 13 ]       |
| 3 marca                        | „Flowers”                      | Miley Cyrus                                              | 2 marca                  | „Flowers”                | Miley Cyrus                           | 11 marca        | „Flowers”            | Miley Cyrus                           | [ 14 ]       |
| 10 marca                       | „Flowers”                      | Miley Cyrus                                              | 9 marca                  | „Flowers”                | Miley Cyrus                           | 18 marca        | „Flowers”            | Miley Cyrus                           | [ 15 ]       |
| 17 marca                       | „Flowers”                      | Miley Cyrus                                              | 16 marca                 | „Flowers”                | Miley Cyrus                           | 25 marca        | „Flowers”            | Miley Cyrus                           | [ 16 ]       |
| 24 marca                       | „Flowers”                      | Miley Cyrus                                              | 23 marca                 | „Uzi”                    | Białas, gościnnie: Sobel              | 1 kwietnia      | „Uzi”                | Białas, gościnnie: Sobel              | [ 17 ]       |
| 31 marca                       | „Mori”                         | Dawid Podsiadło                                          | 30 marca                 | „Uzi”                    | Białas, gościnnie: Sobel              | 8 kwietnia      | „Uzi”                | Białas, gościnnie: Sobel              | [ 18 ]       |
| 7 kwietnia                     | „Mori”                         | Dawid Podsiadło                                          | 6 kwietnia               | „Uzi”                    | Białas, gościnnie: Sobel              | 15 kwietnia     | „Uzi”                | Białas, gościnnie: Sobel              | [ 19 ]       |
| 14 kwietnia                    | „Mori”                         | Dawid Podsiadło                                          | 13 kwietnia              | „Uzi”                    | Białas, gościnnie: Sobel              | 22 kwietnia     | „Uzi”                | Białas, gościnnie: Sobel              | [ 20 ]       |
| 21 kwietnia                    | „Mori”                         | Dawid Podsiadło                                          | 20 kwietnia              | „Daylight”               | David Kushner                         | 29 kwietnia     | „Daylight”           | David Kushner                         | [ 21 ]       |
| 28 kwietnia                    | „Gossip”                       | Måneskin, gościnnie: Tom Morello                         | 27 kwietnia              | „Marcepan”               | Sanah                                 | 6 maja          | „Marcepan”           | Sanah                                 | [ 22 ]       |
| 5 maja                         | „Lottery”                      | Latto, gościnnie: Lu Kala                                | 4 maja                   | „Marcepan”               | Sanah                                 | 13 maja         | „Marcepan”           | Sanah                                 | [ 23 ]       |
| 12 maja                        | „Lottery”                      | Latto, gościnnie: Lu Kala                                | 11 maja                  | „Marcepan”               | Sanah                                 | 20 maja         | „Marcepan”           | Sanah                                 | [ 24 ]       |
| 19 maja                        | „Lottery”                      | Latto, gościnnie: Lu Kala                                | 18 maja                  | „Solo”                   | Blanka                                | 27 maja         | „Cha Cha Cha”        | Käärijä                               | [ 25 ]       |
| 26 maja                        | „Lottery”                      | Latto, gościnnie: Lu Kala                                | 25 maja                  | „Taxi”                   | Kizo, gościnnie: Bletka               | 3 czerwca       | „Taxi”               | Kizo, gościnnie: Bletka               | [ 26 ]       |
| 2 czerwca                      | „Forget You”                   | Fast Boy i Topic                                         | 1 czerwca                | „Taxi”                   | Kizo, gościnnie: Bletka               | 10 czerwca      | „Taxi”               | Kizo, gościnnie: Bletka               | [ 27 ]       |
| 9 czerwca                      | „Trustfall”                    | Pink                                                     | 8 czerwca                | „Taxi”                   | Kizo, gościnnie: Bletka               | 17 czerwca      | „Taxi”               | Kizo, gościnnie: Bletka               | [ 28 ]       |
| 16 czerwca                     | „Trustfall”                    | Pink                                                     | 15 czerwca               | „5 influencerek”         | Zeamsone                              | 24 czerwca      | „5 influencerek”     | Zeamsone                              | [ 29 ]       |
| 23 czerwca                     | „Supermoce”                    | Męskie Granie Orkiestra 2023 (Igo, Mrozu i Vito Bambino) | 22 czerwca               | „5 influencerek”         | Zeamsone                              | 1 lipca         | „5 influencerek”     | Zeamsone                              | [ 30 ]       |
| 30 czerwca                     | „Supermoce”                    | Męskie Granie Orkiestra 2023 (Igo, Mrozu i Vito Bambino) | 29 czerwca               | „5 influencerek”         | Zeamsone                              | 8 lipca         | „5 influencerek”     | Zeamsone                              | [ 31 ]       |
| 7 lipca                        | „Waterfall”                    | Michael Schulte i R3hab                                  | 6 lipca                  | „5 influencerek”         | Zeamsone                              | 15 lipca        | „5 influencerek”     | Zeamsone                              | [ 32 ]       |
| 14 lipca                       | „Supermoce”                    | Męskie Granie Orkiestra 2023 (Igo, Mrozu i Vito Bambino) | 13 lipca                 | „5 influencerek”         | Zeamsone                              | 22 lipca        | „5 influencerek”     | Zeamsone                              | [ 33 ]       |
| 21 lipca                       | „Supermoce”                    | Męskie Granie Orkiestra 2023 (Igo, Mrozu i Vito Bambino) | 20 lipca                 | „5 influencerek”         | Zeamsone                              | 29 lipca        | „5 influencerek”     | Zeamsone                              | [ 34 ]       |
| 28 lipca                       | „Supermoce”                    | Męskie Granie Orkiestra 2023 (Igo, Mrozu i Vito Bambino) | 27 lipca                 | „5 influencerek”         | Zeamsone                              | 5 sierpnia      | „Taxi”               | Kizo, gościnnie: Bletka               | [ 35 ]       |
| 4 sierpnia                     | „Fifi Hollywood”               | Daria Zawiałow                                           | 3 sierpnia               | „Taxi”                   | Kizo, gościnnie: Bletka               | 12 sierpnia     | „Taxi”               | Kizo, gościnnie: Bletka               | [ 36 ]       |
| 11 sierpnia                    | „Baby Said”                    | Måneskin                                                 | 10 sierpnia              | „Taxi”                   | Kizo, gościnnie: Bletka               | 19 sierpnia     | „Taxi”               | Kizo, gościnnie: Bletka               | [ 37 ]       |
| 18 sierpnia                    | „Supermoce”                    | Męskie Granie Orkiestra 2023 (Igo, Mrozu i Vito Bambino) | 17 sierpnia              | „Nim zajdzie słońce”     | Smolasty i Doda                       | 26 sierpnia     | „Nim zajdzie słońce” | Smolasty i Doda                       | [ 38 ]       |
| 25 sierpnia                    | „Italodisco”                   | The Kolors                                               | 24 sierpnia              | „Nim zajdzie słońce”     | Smolasty i Doda                       | 2 września      | „Nim zajdzie słońce” | Smolasty i Doda                       | [ 39 ]       |
| 1 września                     | „Italodisco”                   | The Kolors                                               | 31 sierpnia              | „Nim zajdzie słońce”     | Smolasty i Doda                       | 9 września      | „Nim zajdzie słońce” | Smolasty i Doda                       | [ 40 ]       |
| 8 września                     | „Tańcz głupia”                 | Margaret                                                 | 7 września               | „Nim zajdzie słońce”     | Smolasty i Doda                       | 16 września     | „Nim zajdzie słońce” | Smolasty i Doda                       | [ 41 ]       |
| 15 września                    | „Italodisco”                   | The Kolors                                               | 14 września              | „Nicea”                  | PRO8L3M                               | 23 września     | „Nicea”              | PRO8L3M                               | [ 42 ]       |
| 22 września                    | „Italodisco”                   | The Kolors                                               | 21 września              | „Nicea”                  | PRO8L3M                               | 30 września     | „Nicea”              | PRO8L3M                               | [ 43 ]       |
| 29 września                    | „Nim zajdzie słońce”           | Smolasty i Doda                                          | 28 września              | „Cichosza”               | Taco Hemingway, gościnnie: Otsochodzi | 7 października  | „Cichosza”           | Taco Hemingway, gościnnie: Otsochodzi | [ 44 ]       |
| 6 października                 | „Nim zajdzie słońce”           | Smolasty i Doda                                          | 5 października           | „Jeremy Sochan”          | Oki                                   | 14 października | „Jeremy Sochan”      | Oki                                   | [ 45 ]       |
| 13 października                | „Nim zajdzie słońce”           | Smolasty i Doda                                          | 12 października          | „Fluid”                  | ReTo                                  | 21 października | „Fluid”              | ReTo                                  | [ 46 ]       |
| 20 października                | „Od nowa”                      | Kwiat Jabłoni                                            | 19 października          | „Fluid”                  | ReTo                                  | 28 października | „Fluid”              | ReTo                                  | [ 47 ]       |
| 27 października                | „Nim zajdzie słońce”           | Smolasty i Doda                                          | 26 października          | „Fluid”                  | ReTo                                  | 4 listopada     | „Fluid”              | ReTo                                  | [ 48 ]       |
| 3 listopada                    | „Nim zajdzie słońce”           | Smolasty i Doda                                          | 2 listopada              | „BFF”                    | Bambi i Young Leosia                  | 11 listopada    | „BFF”                | Bambi i Young Leosia                  | [ 49 ]       |
| 10 listopada                   | „Nim zajdzie słońce”           | Smolasty i Doda                                          | 9 listopada              | „BFF”                    | Bambi i Young Leosia                  | 18 listopada    | „BFF”                | Bambi i Young Leosia                  | [ 50 ]       |
| 17 listopada                   | „Z Tobą na chacie”             | Daria Zawiałow                                           | 16 listopada             | „BFF”                    | Bambi i Young Leosia                  | 25 listopada    | „BFF”                | Bambi i Young Leosia                  | [ 51 ]       |
| 24 listopada                   | „Z Tobą na chacie”             | Daria Zawiałow                                           | 23 listopada             | „BFF”                    | Bambi i Young Leosia                  | 2 grudnia       | „BFF”                | Bambi i Young Leosia                  | [ 52 ]       |
| 1 grudnia                      | „Z Tobą na chacie”             | Daria Zawiałow                                           | 30 listopada             | „BFF”                    | Bambi i Young Leosia                  | 9 grudnia       | „BFF”                | Bambi i Young Leosia                  | [ 53 ]       |
| 8 grudnia                      | „Overdrive”                    | Ofenbach, gościnnie: Norma Jean Martine                  | 7 grudnia                | „Last Christmas”         | Wham!                                 | 16 grudnia      | „Last Christmas”     | Wham!                                 | [ 54 ]       |
| 15 grudnia                     | „Overdrive”                    | Ofenbach, gościnnie: Norma Jean Martine                  | 14 grudnia               | „Last Christmas”         | Wham!                                 | 23 grudnia      | „Last Christmas”     | Wham!                                 | [ 55 ]       |
| 22 grudnia                     | „Dzięki, że jesteś”            | Lanberry i Tribbs                                        | 21 grudnia               | „Last Christmas”         | Wham!                                 | 30 grudnia      | „Last Christmas”     | Wham!                                 | [ 56 ]       |
| 29 grudnia                     | „Overdrive”                    | Ofenbach, gościnnie: Norma Jean Martine                  | 28 grudnia               | „Last Christmas”         | Wham!                                 | —               | —                    | —                                     | —            |

## Podsumowania
| Okres                 | OLiA – oficjalna lista airplay | OLiA – oficjalna lista airplay | OLiS – single w streamie | OLiS – single w streamie | Źr.           |
| Okres                 | Singel                         | Wykonawca                      | Singel                   | Wykonawca                | Źr.           |
| --------------------- | ------------------------------ | ------------------------------ | ------------------------ | ------------------------ | ------------- |
| styczeń–czerwiec 2023 | „Flowers”                      | Miley Cyrus                    | „Flowers”                | Miley Cyrus              | [ 57 ]        |
| styczeń–grudzień 2023 | „Flowers”                      | Miley Cyrus                    | „Taxi”                   | Kizo, gościnnie: Bletka  | [ 58 ] [ 59 ] |